# Membranspeicher

Schematische Darstellung der Arbeitsweise eines Membranspeichers

Ein Membranspeicher, oder auch Hydromembranspeicher, ist ein hydraulisches Druckausgleichsgerät, genannt Hydraulikspeicher das je nach Verwendung, in verschiedenen Ausführungen eingesetzt wird.
Wie alle Hydrospeicher werden Membranspeicher z. B. in hydraulischen Anlagen, Hausinstallationen, in der Prozesstechnik, im Bereich Öl und Gas sowie in mobilen Anlagen und Geräten eingesetzt.
Membranspeicher sind Druckgeräte und unterliegen, z. B. in Europa, der Druckgeräterichtlinie.

## Anwendungen
Die verschiedenen Konstruktionsarten erlauben vielseitige Einsatz- und Anwendungsmöglichkeiten, wie beispielsweise
- Energiespeicherung einschließlich Energiereserve für Notfälle
- Druckstoßdämpfung, speziell bei Pumpenabschaltung oder Pumpenanfahrt
- Hydraulikspeicher als Pulsationsdämpfer an Verdrängerpumpen
- Überbrückung der Reaktionszeit bei Pumpen mit variabler Fördermenge
- Leckverlustkompensation
- Medientrennung (auf beiden Seiten Flüssigkeit).

### Ausdehnungsgefäß in Heizungen

Ausdehnungsgefäß einer Gaszentralheizung

In der  Heizungstechnik  werden spezielle Membranspeicher zur Überdruckkompensation in Zentralheizungen als „Ausdehnungsgefäße“ bezeichnet. Sie sollen die temperaturbedingte Volumenänderung des Wassers im Heizungskreislauf ausgleichen.

### Druckbehälter in Hauswasserwerken
Der Druckbehälter eines Hauswasserwerkes ist ebenfalls ein Membranspeicher, in diesem Fall dient er dem Aufrechterhalten eines gleichmäßigen Wasserdruckes an der Entnahmestelle.

## Sonderform Metallbalgspeicher
Eine Sonderform stellt der Metallbalgspeicher dar. Bei dieser Bauform besteht die Membrane nicht aus einem Elastomer oder einem Kunststoff, sondern aus Metall. Metallmembranen können als Wellbalg oder als geschweißter Membranbalg ausgeführt sein. Die Vorteile sind absolute Gasdichtheit und somit Wartungsfreiheit und Einsatztemperaturen bis 200 °C oder höher. Metallbalgspeicher werden heute vor allem in der Luftfahrt, im Pumpenbau und im Großdieselmotorenbau angewendet.

## Abgrenzung vom Blasenspeicher
Blasenspeicher sind ähnlich aufgebaut wie Membranspeicher, bei ihnen ist das flexible Trennmedium jedoch nicht ca. auf halber Höhe des Behälters befestigt, sondern zentral am oberen Ende des Speichers. Im Blasenspeicher ist damit eine geschlossene Blase eingebaut. Dadurch werden die beiden Fluide nicht wie beim Membranspeicher an einer „Stirnfläche“ getrennt, sondern die Blase mit dem Gaspolster innen wird von der Hydraulikflüssigkeit umschlossen.